# Antiga residência de Gan Xi
A antiga residência de Gan Xi, conhecida como Grande Pátio do Clã Gan, está localizada na Zhongshan South Road, em Nanquim, província de Jiangsu, China. Fica próximo a Nan Bu Ting (南捕厅), a delegacia Sul da antiga Delegacia de Polícia de Nanquim. Foi construída no reinado do imperador Jiaqing (1796–1820), da Dinastia Qing, e seu primeiro proprietário foi o pai de Gan Xi, Gan Fu. Originalmente conhecida como "Salão da Fraternidade" (友恭堂), agora serve como Museu Folclórico de Nanquim.
Há uma alegação bem conhecida de que a Cidade Proibida, o maior complexo de palácios imperiais, contém 9.999 quartos e meio, e que a maior propriedade mandarim, a saber, a Mansão dos Descendentes de Confúcio em Qufu, supostamente compreendia 999 quartos e meio. Como uma grande residência pertencente a plebeus, a Mansão da Família Gan era frequentemente dita por analogia como contendo 99 quartos e meio, embora na verdade haja mais de trezentos.
O Museu Folclórico de Nanquim exibe uma exposição de artesanatos, incluindo bule Yixing, recortes de papel chinês, gravuras em miniatura, padrões de maquiagem de ópera chinesa (脸谱), relógios antigos, bem como lanches locais. Vale a pena notar que algumas partes da residência ainda são de propriedade privada ou ocupadas por certas empresas.

## Transportes
O museu é acessível a uma curta distância ao norte da estação Sanshanjie do Metropolitano de Nanquim.